# Championnats d'Europe de dressage et de saut d'obstacles 2015
Navigation
Édition précédente Édition suivante
Les championnats d'Europe de dressage et de saut d'obstacles 2015, vingt-neuvième édition des championnats d'Europe de dressage et trente-troisième édition des championnats d'Europe de saut d'obstacles, ont lieu du 11 au 23 août 2015 à Aix-la-Chapelle, en Allemagne.